# کردکندی (میاندوآب)
کردکندی (چهاربرج)، روستایی از توابع بخش فیروز آباد شهرستان چهاربرج در استان آذربایجان غربی ایران است.

## جمعیت
این روستا در دهستان مرحمت‌آبادمیانی قرار دارد و براساس سرشماری مرکز آمار ایران در سال ۱۳۸۵، جمعیت آن ۳۳۳ نفر (۶۹خانوار) بوده‌است.